# Mexigonus
Mexigonus es un género norteamericano de arañas saltarinas descrito por Glavis Bernard Edwards en 2003. El nombre hace referencia a México, donde se identificó la primera especie.

## Especies
A la fecha de julio de 2019, este género contiene cuatro especies, que se distribuyen solamente en México y en Estados Unidos:
- Mexigonus arizonensis (Bancos, 1904) @– Estados Unidos, México
- Mexigonus dentichelis (F. O. Pickard-Cambridge, 1901) @– México
- Mexigonus minutus (F. O. Pickard-Cambridge, 1901) (tipo) @– Estados Unidos, México
- Mexigonus morosus (Peckham & Peckham, 1888) @– Estados Unidos.